# آرثر ساندرز
آرثر ساندرز (بالإنجليزية: Arthur Sanders)‏ (8 مايو 1901 في المملكة المتحدة - 26 سبتمبر 1983 في المملكة المتحدة) هو لاعب كرة قدم بريطاني (وحمل سابقاً جنسية المملكة المتحدة لبريطانيا العظمى وأيرلندا) في مركز الهجوم. لعب مع توتنهام هوتسبير ونادي ليتون أورينت وNorthfleet United F.C. ‏ وPeterborough & Fletton United F.C. ‏.